# 冖部
冖部為漢字索引的部首之一，通稱秃宝盖，計二畫，是康熙字典214個部首中的第14個（二畫的中為第7個）。冖部構字時通常位於上方。一字上方帶「冖」且無其他部首時歸為冖部。

## 部首單字解釋
用布巾覆蓋物體，也作冪。見說文。

## 字形

甲骨文
金文
小篆

### 部首字元及變形
在 Unicode，相關的部首字元只有一個，就是康熙部首「⼍」（KANGXI RADICAL COVER [U+2F0D]）。
至於位於文字區的亦只有「冖」（CJK UNIFIED IDEOGRAPH-5196）。

## 名稱
- 漢語：冖部（注音：ㄇㄧˋ ㄅㄨˋ）、秃宝盖
- 日語：
- 朝鲜語：
- 英語：Radical Cover

## 字例
| 部首外筆畫 | 字例 -{            |
| ---------- | ------------------ |
| 0          | 冖                 |
| 2          | 㓀㓁冗冘           |
| 3          | 冚                 |
| 5          | 冝                 |
| 6          | 冞                 |
| 7          | 㓂冠冟𠖈           |
| 8          | 冤冡冢冣冤冥冦冧𠖎 |
| 9          | 冨                 |
| 10         | 㓃𠖘               |
| 12         | 冩𠖝               |
| 13         | 㓄                 |
| 14         | 冪                 |
| 16         | 𠖤𠖥               |
| 18         | 𠖨 }-              |